# Zwartkruinmaskerzanger
De zwartkruinmaskerzanger (Geothlypis speciosa) is een zangvogel uit de familie Parulidae (Amerikaanse zangers). Het is een bedreigde, endemische vogelsoort in Midden-Mexico.

## Kenmerken
De vogel is 13 cm lang. Deze maskerzanger is donker olijfbruin van boven, het mannetje heeft een zwarte kruin en een masker rond het oog en de oorstreek en is van onder geel met een oranje waas en okerkleurige flanken. Het vrouwtje heeft geen masker, maar is daar olijfkleurig met een lichte oogring en een lichtoranje-bruine wenkbrauwstreep.

## Verspreiding en leefgebied
Deze soort is endemisch in Midden-Mexico en telt twee ondersoorten:
- G. s. speciosa: de staat Mexico.
- G. s. limnatis: zuidelijk Guanojuato en noordelijk Michoacán de Ocampo.

Het leefgebied bestaat uit uitgestrekte rietvelden met lisdodde en soorten zeggen en bies. De vogel mijdt gebieden waarin habitatverlies optreedt, ook als de aantasting van het leefgebied gering is.

## Status
De zwartkruinmaskerzanger heeft een beperkt verspreidingsgebied en daardoor is de kans op uitsterven aanwezig. De grootte van de populatie werd in 2016 door BirdLife International geschat op 1500 tot 7000 volwassen individuen en de populatie-aantallen nemen af door drooglegging van moerassen waarbij drasland wordt omgezet in gebied voor agrarisch gebruik en menselijke bewoning. Om deze redenen staat deze soort als bedreigd op de Rode Lijst van de IUCN.